# Jarosław Różański
Jarosław Różański (ur. 29 sierpnia 1976 w Nowym Targu) – polski hokeista, reprezentant Polski, działacz samorządowy.

## Kariera hokejowa
- Podhale Nowy Targ (1994-2002)
- KTH Krynica (2002-2003)
- Podhale Nowy Targ (2003-2009)
- Zagłębie Sosnowiec (2009-2010)
- MMKS Podhale Nowy Targ (2010-2012)
- Unia Oświęcim (2012-2014)
- Podhale Nowy Targ (2015-2020)

Od maja 2014 ponownie zawodnik MMKS Podhale Nowy Targ. W sezonie 2019/2020 pełnił funkcję grającego asystenta trenera Phillipa Barskiego, a w 2020 przedłużył kontrakt i został asystentem szkoleniowca Andreja Husaua.

## Kariera reprezentacyjna
W reprezentacji Polski rozegrał 119 spotkań i strzelił 27 goli. Wystąpił na dziesięciu turniejach mistrzostw świata, w tym Elity w 2002.

## Sukcesy
Klubowe
- Złoty medal mistrzostw Polski: 1994, 1995, 1996, 1997, 2007 z Podhalem Nowy Targ
- Srebrny medal mistrzostw Polski: 1998, 2000, 2004 z Podhalem Nowy Targ
- Brązowy medal mistrzostw Polski: 1999, 2006, 2008, 2009, 2015, 2016, 2018 z Podhalem Nowy Targ
- Mistrzostwo Interligi: 2004 z Podhalem Nowy Targ
- Puchar Polski: 2003, 2004 z Podhalem Nowy Targ
- Finał Pucharu Polski: 2015 z Podhalem

Indywidualne
- Ekstraliga polska w hokeju na lodzie (2006/2007):
  - Pierwsze miejsce w klasyfikacji strzelców w drużynie Podhala Nowy Targ: 38 goli[4]
- Polska Hokej Liga (2016/2017):
  - Mecz numer 1000 w karierze: 16 września 2016[5]

## Działalność samorządowa
W wyborach samorządowych 2010 startował do powiatu nowotarskiego z listy Prawo i Sprawiedliwość. Uzyskał 465 głosów, jednakże nie zdobył mandatu.
W październiku 2024 został wybrany sołtysem Łopusznej.